# Alcis colorifera
Alcis colorifera là một loài bướm đêm trong họ Geometridae.